# Kiskunhalas
Kiskunhalas (Duits: Hallasch) is een stad in Hongarije met ruim 26.000 inwoners (2021), behorend tot het comitaat Bács-Kiskun. Kiskunhalas ligt 70 km ten zuiden van Kecskemét, 68 km ten noordwesten van Szeged en ongeveer 40 km ten oosten van Kalocsa. De stad wordt informeel vaak kortweg Halas genoemd. Het naamdeel Kiskun verwijst naar de ligging in Klein-Koemanië (Kiskunság).

## Kant
Kiskunhalas staat bekend als centrum van de kantproductie, een traditie die teruggaat tot 1902 en die sinds 2010 is opgenomen op de lijst van Hongaars immaterieel erfgoed. De plaatselijke kant wordt er in Hongaarse traditionele klederdrachten ingewerkt en ingenaaid. Het handelsmerk van de kant uit Halas (halasi csipke) is het zesarmige kruis, bestaande uit drie vissen, dat ook in het stadswapen voorkomt. Deze vissen verwijzen naar de naam van de stad (hal betekent vis). Het merk dateert uit 1935, net als het Kanthuis (Csipkeház), waar de kant wordt geproduceerd, tentoongesteld en verkocht. In 1938 kwam de Halas-kant in Nederland in de belangstelling, omdat kroonprinses Juliana bij haar huwelijk met prins Bernhard een bruidsjapon droeg waarin kant uit Kiskunhalas was verwerkt.

## Partnersteden
Kiskunhalas onderhoudt stedenbanden met Aizkraukle (Letland), Kronach (Duitsland), Lepoglava (Kroatië), Sfântu Gheorghe (Roemenië), Nowy Sacz (Polen) en Kanjiža
en Subotica (beide Servië).